# Dansk Firmaidræt
Dansk Firmaidræt er Danmarks tredjestørste idrætsorganisation med 370.000 medlemmer, som blev stiftet den 20. januar 1946. Dansk Firmaidræt arbejder for at motivere de danske arbejdspladser til firmaidræt og sundhedsfremme.
Der er tilknyttet 80 lokale firmaidrætsforeninger, fordelt rundt i hele landet, samt en række brancheforbund under Dansk Firmaidræt, der tilbyder et væld af motions- og idrætsaktiviteter til medlemmerne. De fleste medlemmer er tilknyttet via en firmaidrætsklub på deres arbejdsplads, eller er medlem af den lokale firmaidrætsforening som privatpersoner (enkeltpersoner).
Dansk Firmaidræt har i over 10 år lavet sundhedstjek og forskellige sundhedsfremmende indsatser på danske arbejdspladser.

## Dansk Firmaidræts historie
Historisk set var det roning, der var i centrum for firmaidrætsklubberne i 1860'erne. Det blev senere hen idrætsgrenen fodbold, der tog over, og i fandt fodfæste fra 1910 hos medarbejderne i de danske virksomheder. For at få aktiv del i idrætslivet, blev der dannet firmaidrætsklubber, først og fremmest på de store arbejdspladser i København. Kun ansatte på arbejdspladsen var medlem af klubberne. Dette krav om ansættelse på arbejdspladsen var gældende for klubberne mange år fremover.
Efterhånden blev netværket større, hvilket medførte indkaldelse til et møde mellem de københavnske klubber. Den første samling i en egentlig firmaidrætsorganisation skete ved stiftelsen af Firmaklubbernes Bold-Union i København i 1921. Manglende officiel accept af firmaidrætten medførte vanskeligheder for klubberne med at få tilstrækkelige spillerpladser. Det blev bl.a. grobund for, at der blev stiftet egentlig by-sammenslutninger startende i midt 1930'erne. De efterhånden flere by-sammenslutninger blev indkaldt til møde d. 20. januar 1946, der resulterede i stiftelsen af Dansk Firmaidræt.
Firmaidræt var fortsat fællesbegrebet for firmaidrætsklubber og by-sammenslutninger, der rekrutterede sine medlemmer fra arbejdspladserne. Sådan forblev det indtil 1980'erne, hvor mange foreninger, specielt de mindre, fandt det nødvendigt revurdere de gældende krav om, at man skulle være ansat i et firma, for at blive medlem af en firmaidrætsklub. Sammenslutningerne blev åbne for alle. Det betød, at levede man op til Folkeoplysningslovens krav, så kunne man komme i betragtning, når det drejede sig om tilskud og anvisning af lokaler.
Udviklingen tog fart, da forbundet kom på tipsloven i 1976. Siden 1980'erne har Dansk Firmaidræt været en hovedidrætsorganisation som Dansk Idrætsforbund og DGI.
De seneste 25 år har Dansk Firmaidræt skabt en række nye events og motionstilbud målrettet danske arbejdspladser og senest erhvervsskolerne.

## Forbundets formænd gennem årene
- Adolf Agerbæk: 1946-1961
- Henry Agerskov Pedersen: 1961-1967
- Carsten Sørensen: 1967-1968
- Ejgon Bertelsen: 1968-1972
- Karl Randrup: 1972-1979
- Tage Carlsen: 1979-2001
- Peder Bisgaard: 2001- nu

## Oversigt over udviklingen i medlemstal
Graf over udviklingen i medlemstal siden 1946 til 2011.
Bemærkninger til grafen
- 1965: Statsautoriseret revision påbegyndes tilbagevirkende fra 1951.
- 1970: De tre Københavnske Unioner meldes ud af Dansk Firmaidræt.
- 1998: De tre Københavnske Unioner indmeldes igen i Dansk Firmaidræt.

## Dansk Firmaidræts brancheforbund og foreninger
Se eksterne henvisninger for link til foreningerne på Dansk Firmaidræts hjemmeside.

## Idrætsevents og sundhedstiltag

### Idrætsevents
- Firmaidræt Open
- Tæl skridt
- Bike & Run Stafetten
- Xtreme Mandehørm
- Arbejdspladsernes Motionsdag
- Kollegagolf
- Kollegabold
- ES Cup Fodbold
- ES Cup Høvdingebold

### Sundhedstiltag
- SundhedsCertificering
- SundhedsIndex
- SundScore
- Sundhedseksperimentarium og meget mere.